# Rashed Khan Menon
Rashed Khan Menon (né le 18 mai 1943) est un homme politique bangladais. Il est le président du Parti des travailleurs du Bangladesh et a été élu député de Dacca-8 lors des élections générales de 2008 et a été réélu lors de celles de 2014. Il est le président du comité parlementaire permanent du ministère de l'Éducation. Auparavant, il a occupé le poste de ministre de l'aviation civile et du tourisme.

## Jeunesse
Menon est né à Faridpur. Il a étudié à la Dacca Collegiate School, qu'il a terminée en 1958. En 1960, il a passé l'examen intermédiaire dans le groupe des arts du Dacca College. Il est diplômé de l'université de Dacca en 1963 avec un diplôme en économie. En 1964, il a obtenu sa maîtrise.
À la fin des années 1960, Menon était président de la faction de l'union des étudiants du Pakistan oriental liée au parti Awami national (NAP) de Maulana Bhasani. Toutefois, il s'est opposé à Maulana Bhasani lorsque ce dernier a accepté de participer aux élections en janvier 1970. L'union des étudiants de Menon a lancé une campagne contre les élections, déclarant qu'elles ne seraient qu'une façade de démocratie, que des élections équitables ne pouvaient être organisées sous la loi martiale et que la situation était mûre pour une révolution. Il a créé une organisation maoïste révolutionnaire avec Kazi Zafar Ahmed. Le groupe Menon-Zafar a construit une base à Khulna, parmi les travailleurs près de Dacca et avait un groupe d'étudiants nommé Revolutionary Students Union,.
Menon s'est présenté aux élections parlementaires de 1973 au Bangladesh en tant que candidat du NAP. Il n'a remporté aucun siège et s'est plaint par la suite que le gouvernement de la Ligue Awami avait utilisé des méthodes déloyales pour remporter l'élection.

## Carrière

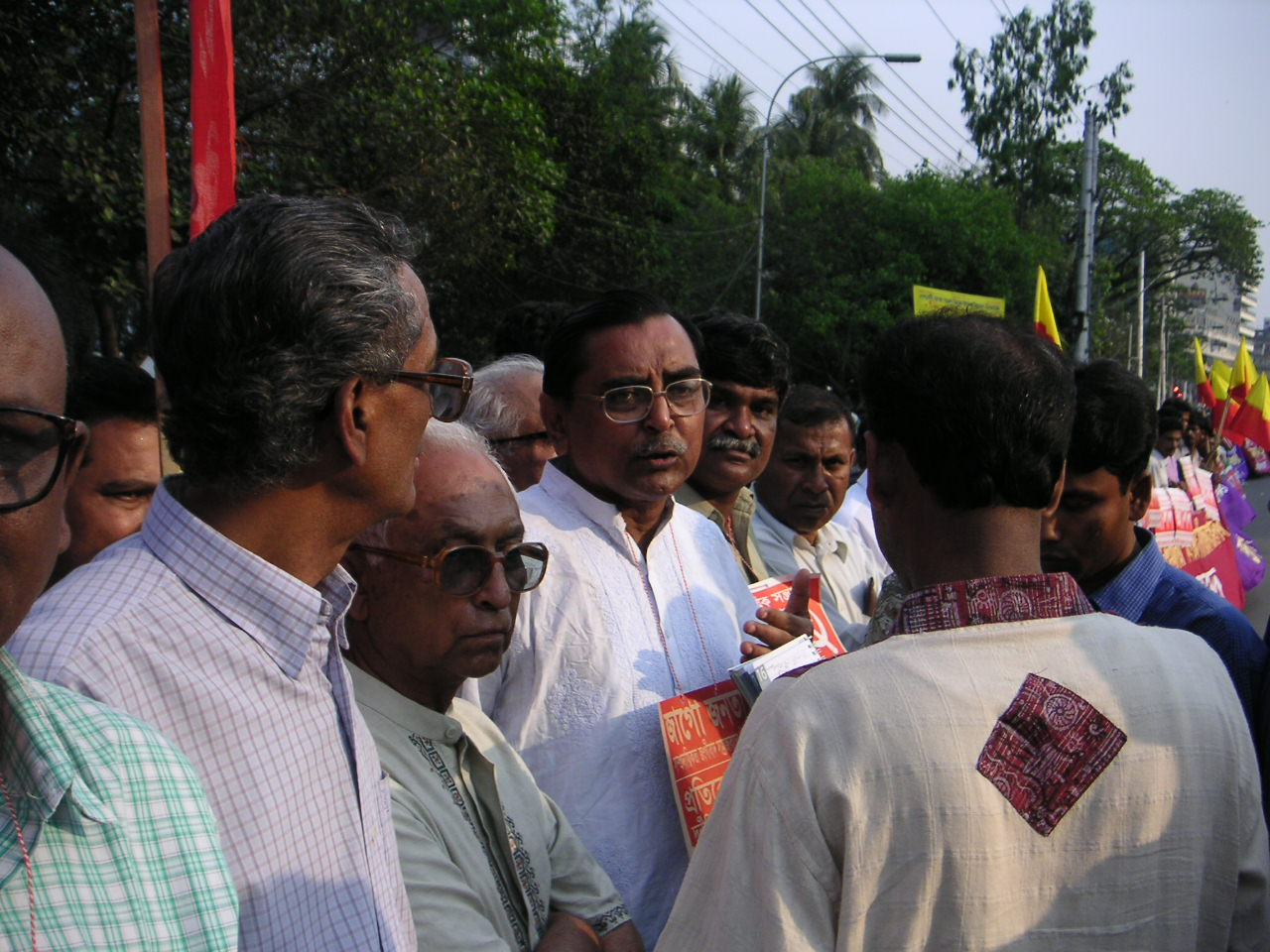
Menon lors d'un rassemblement de l'opposition à Dacca, 2005

Menon a été élu au parlement en 1979. En 1990, il a joué un rôle de premier plan dans la lutte de masse qui a renversé le régime de Hossain Mohammad Ershad. En 1991, il est à nouveau élu au Parlement. En 1991, en tant que parlementaire du Parti des travailleurs du Bangladesh, il a soumis au Parlement quatre demandes d'amendements constitutionnels. Ces demandes et d'autres ont été soumises à un comité de révision constitutionnelle de quinze membres, dont il faisait partie. Après 29 réunions, le comité a soumis un rapport unanime au parlement,.
Le 17 août 1992, Menon a survécu à une violente attaque qui a failli lui coûter la vie. Des assaillants non identifiés ont ouvert le feu sur le bureau du Parti des travailleurs, le blessant.
En 2021, il est président du parti des Travailleurs du Bangladesh.

## Famille
Le père de Menon, Abdul Jabbar Khan, était originaire du village de Khudrakathi, dans l'upazila de Babuganj, à Barisal. Menon est étroitement lié à plusieurs personnalités bangladaises de premier plan. Son père était le président de l'Assemblée nationale pakistanaise. Parmi ses frères et sœurs figurent le journaliste et chroniqueur Sadek Khan, l'architecte Sultan M. Khan, Alan Khan, photographe à Sydney, le poète Abu Zafar Obaidullah (en), l'ancienne ministre Selima Rahman (en), le journaliste et ambassadeur en Birmanie A.Z.M. Enayetullah Khan (en) et l'éditeur de New Age Shahidullah Khan Badal.
Menon est mariée à Lutfun Nessa Khan (en). Elle est élue membre de la Jatiya Sangsad au 11e Parlement pour le siège réservé aux femmes, représentant le Parti des travailleurs du Bangladesh,.